# 土人参
土人参（学名：Talinum paniculatum）別名：野人蔘、假人蔘、櫨蘭( 植物學大辭典、中國植物圖鑑 )、飛來參、水人蔘、參草、土高麗蔘 ( 中國藥用植物志 )、台灣人蔘、人參菜、蔘仔草、蔘仔葉、土洋蔘、東洋蔘、波世蘭。为土人参科土人参属下的一个植物种。也是可食用野菜的一種，嫩的莖、葉都可以食用。根部也有類似人蔘的芳香氣味，也可以拿來當燉雞湯、燉肉湯的進補食材之一。近年隨著有機蔬菜推廣和發展，更成為頗受大眾歡迎的新興葉菜類植物，且莖、葉及根部均可入藥，三年以上之老株均有肥厚多肉之地下根，形似人參，過去曾有人假冒高麗人參出售。含有较高草酸含量，患有腎病、痛風，以及類風濕性關節炎的患者應谨慎服用。
该种曾被分入马齿苋科，于2009年由APGⅢ认可后被分入土人参科

### 原產地
熱帶美州中部、南部，分布於西非、南美洲熱帶和東南亞等地區，在西非、拉丁美州均有栽培。目前在中國廣州也有生產種植。

### 生態習性
本為庭園觀賞植物，在西元1915年前後引入台灣，現以馴化產於全台原野的野生植物。可以食用。

### 棲息地
鶯歌 ，低海拔山坡地 。在中國大陸中部、南部、長江以南各地和台灣的一些庭院中均有栽培或台灣各地野外均能看見。

### 繁殖
可用播種、扦插或分株法種植。春至秋季為最適合播種時期，通常播種一次以後，即能自行繁衍不斷。栽培土質選擇性不嚴，但以富含有機質之土壤或砂質土壤為最佳，排水需良好。全日照、半日照或稍蔭蔽處均可，日照 50-70% 最理想。土壤常保溼潤，生育更旺盛。生長期每 1-2 個月薄施追肥一次，各種有機肥料或三要素均可，比例增加氮肥能促進莖葉幼嫩。花謝後剪除殘花，植株老化需強剪、追肥，促進萌發新枝葉。不耐寒冷，冬季低溫期間生育不良。性強健粗放，喜高溫多濕，耐旱、耐瘠，生長迅速，少病蟲害。

### 其他相關馬齒莧科物種
- 棱軸土人蔘
- 馬齒莧

## 外部連結
- 土人參 Turenshen （页面存档备份，存于） 藥用植物圖像數據庫 (香港浸會大學中醫藥學院) （中文）（英文）